# Mac Pro
Mac Pro — професійний комп'ютер платформи Macintosh. Є розробкою компанії Apple. Позиціонується як робоча станція. Поставляється з процесором Intel Xeon.

## 1-е покоління

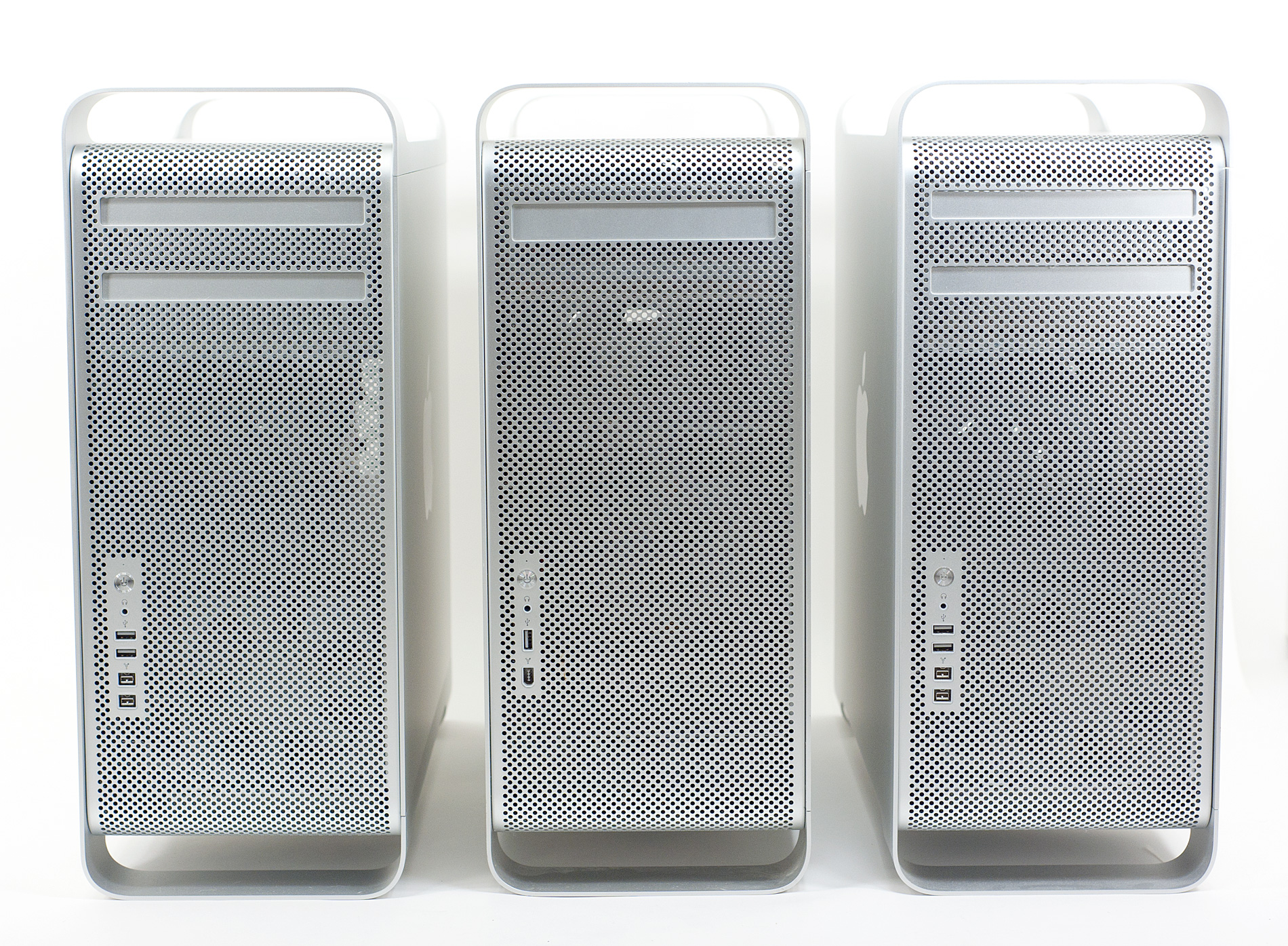
Зліва на право: Mac Pro (2010), Power Mac G5 і Mac Pro (2009)

Перший Mac Pro був заснований на двох двоядерних процесорах Intel Dual-core Xeon Woodcrest і офіційно анонсований 7 серпня 2006 на всесвітній конференції розробників проводиться компанією Apple (WWDC). Новий Intel Xeon-based Xserve був анонсований разом з Mac Pro, завершивши міграцію Apple від PowerPC до архітектури x86.
4 квітня 2007 року була анонсована модель з двома чотирьохядерними процесорами Quad-core Xeon Clovertown. Наступна модель була представлена 8 січня 2008 року на основі двох чотириядерних процесорів Quad-core Xeon Harpertown.
Наступна модель Mac Pro була анонсована 27 липня 2010. Комп'ютер заснований на одному чотирьохядерному процесорі Quad-Core Intel Xeon Nehalem або на двох чотириядерних процесорах Quad-Core Intel Xeon Westmere або шестиядерних процесорах 6-Core Intel Xeon Westmere.
5 листопада 2010 Apple представила Mac Pro Server який, поряд з Mac mini Server, був покликаний скасувати серверну лінійку Apple Xserve.

### Процесор
Починаючи з 2008 року на Mac Pro встановлювались один або два: чотирьох, восьми або дванадцяти ядерні процесори. Стандартна конфігурація всіх Mac Pro містила два чотирьохядерні процесори Intel Xeon E5620 частотою 2,4 ГГц, за бажанням можна було замовити комплектацію з двома 12 ядерними процесорами Intel Xeon X5670 частотою 2,93 ГГц. Оскільки процесори мають стандартний сокет, то їх можна було видалити і замінити на 64-розрядні процесори Intel Xeon.

Mac Pro (початок 2008 року)

4-ядерний: один 4-ядерний процесор Intel Xeon 5400 з тактовою частотою 2,8 ГГц

8-ядерний: два 4-ядерних процесора Intel Xeon 5400 з тактовою частотою 2,8 ГГц, 3,0 ГГц або 3,2 ГГц

Mac Pro (початок 2009 року)

4-ядерний: один 4-ядерний процесор Intel Xeon 3500 з тактовою частотою 2,66 ГГц, 2,93 ГГц або 3.33 ГГц.

8-ядерний: два 4-ядерних процесора Intel Xeon 5500 з тактовою частотою 2,26 ГГц, 2,66 ГГц або 2,93 ГГц.

Mac Pro (середина 2010 року)

4-ядерний: один 4-ядерний процесор Intel Xeon W3530 «Nehalem» з тактовою частотою 2,8 ГГц, 3,2 ГГц або 3,33 ГГц

8-ядерний: два 4-ядерних процесора Intel Xeon E5620 «Westmere» з тактовою частотою 2,4 ГГц, 2,66 або 2,93 ГГц

Mac Pro (середина 2012 року)

4-ядерний: один 4-ядерний процесор Intel Xeon W3565 з тактовою частотою 3,2 ГГц або 3,33ГГц

12-ядерний: два 6-ядерних процесора Intel Xeon E5645 з тактовою частотою 2,4 ГГц, 2,66 ГГц або 3,06 ГГц

### Пам'ять
У перших моделях Mac Pro використовувалась 667 МГц DDR2 ECC FB-DIMM пам'ять, на початку 2008 року стала використовуватись 800 МГц ECC DDR2 FB-DIMM, з 2009-го року і надалі в Mac Pro почали використовувати модулі пам'яті 1066 MHz DDR3 ECC DIMM для стандартних моделей, і 1333 МГц DDR3 ECC DIMM для моделей зі 2,66 ГГц або більш швидких процесорів.

Mac Pro (початок 2008 року)
- DDR2 DIMM 800 Мгц з контролем помилок (ECC) і повною буферизацією (FB-DIMM)
- Вісім роз'ємів FB DIMM на двох розгалужувачах системної шини (по 4 роз'єми у кожному) з підтримкою до 32 ГБ оперативної пам'яті
- 256-розрядна архітектура пам'яті

Mac Pro (початок 2009 року)
- DDR3 ECC SDRAM 1066 МГц.
- 4-ядерний: Чотири роз'єму пам'яті з підтримкою до 16 ГБ основної пам'яті з використанням модулів 1 ГБ, 2 ГБ або 4 ГБ DIMM.
- 8-ядерний: Вісім роз'ємів пам'яті (по чотири на процесор) з підтримкою до 32 ГБ основної пам'яті з використанням модулів 1 ГБ, 2 ГБ або 4 ГБ DIMM.

Mac Pro (середина 2010 року)

однопроцесорні системи
- Системи з частотою 2,8 ГГц і 3,2 ГГц: пам'ять DDR3 ECC SDRAM 1066 МГц
- Системи з частотою 3,33 ГГц: пам'ять DDR3 ECC SDRAM 1333 МГц
- чотири роз'єми пам'яті з підтримкою до 16 ГБ основної пам'яті з використанням модулів 1 ГБ, 2 ГБ або 4 ГБ DIMM

двопроцесорні системи
- Системи з частотою 2,4 ГГц: пам'ять DDR3 ECC SDRAM 1066 МГц
- Системи з частотою 2,66 ГГц і 2,93 ГГц: пам'ять DDR3 ECC SDRAM 1333 МГц
- вісім роз'ємів пам'яті (по чотири на процесор) з підтримкою до 32 ГБ основної пам'яті з використанням модулів 1 ГБ, 2 ГБ або 4 ГБ DIMM

Mac Pro (середина 2012 року)

однопроцесорні системи
- Системи з частотою 3,2 ГГц: пам'ять DDR3 ECC SDRAM 1066 МГц.
- Системи з частотою 3,33 ГГц: пам'ять DDR3 ECC SDRAM 1333 МГц.
- Чотири роз'єму пам'яті з підтримкою до 32 ГБ основної пам'яті з використанням модулів 1 ГБ, 2 ГБ, 4 ГБ або 8 ГБ DIMM

двопроцесорні системи
- Системи з частотою 2,4 ГГц, 2,66 ГГц і 3,06 ГГц: пам'ять DDR3 ECC SDRAM 1333 МГц.
- Вісім роз'ємів пам'яті (по чотири на процесор) з підтримкою до 64 ГБ основної пам'яті з використанням модулів 1 ГБ, 2 ГБ, 4 ГБ або 8 ГБ DIMM

### Відео (графічні плати)
Mac Pro (початок 2008 року)

- ATI Radeon HD 2600 XT з пам'яттю GDDR3 об'ємом 256 МБ і двома двоканальними портами DVI
- NVIDIA GeForce 8800 GT з пам'яттю GDDR3 об'ємом 512 МБ і двома двоканальними портами DVI
- NVIDIA Quadro FX 5600 з пам'яттю GDDR3 об'ємом 1,5 ГБ, двома двоканальними портами DVI і одним двоканальним портом 3D

Mac Pro (початок 2009 року)

- NVIDIA GeForce GT 120 з 512 МБ пам'яті GDDR3, PCI Express 2.0, один порт Mini DisplayPort і один двоканальний порт DVI;
- ATI Radeon HD 4870 з 512 МБ пам'яті GDDR5, PCI Express 2.0, один порт Mini DisplayPort і один двоканальний порт DVI.

Mac Pro (середина 2010 року/ середина 2012 року)

- ATI Radeon HD 5770 з 1 ГБ пам'яті GDDR5, PCI Express 2.0, два виходи Mini DisplayPort і один двоканальний порт DVI
- ATI Radeon HD 5870 з 1 ГБ пам'яті GDDR5, PCI Express 2.0, два виходи Mini DisplayPort і один двоканальний порт DVI

### DVD та HDD накопичувачі
Чотири відсіки для прямої установки 3,5-дюймових жорстких дисків Serial ATA 3 Гбіт/с без використання кабелів з вбудованими незалежними каналами;

До 4 ТБ (Mac Pro (початок 2008 року)/ 8 ТБ внутрішнього дискового простору. У відсіках 1-4 для жорстких дисків або напівпровідникових жорстких дисків з наступними характеристиками:
- жорсткі диски Serial ATA 7200 об/хв 3 Гбіт/с об'ємом 1 ТБ або 2 ТБ, 32 МБ кеш-пам'яті
- Напівпровідниковий жорсткий диск Serial ATA 3 Гбіт/с об'ємом 512 ГБ (першій відсік)

Два відсіки для дисководів оптичних дисків в одному із яких встановлено 16-ти (Mac Pro (початок 2008 року)/ 18-швидкісний SuperDrive дисковод з підтримкою запису двошарових дисків (DVD ± R DL/DVD ± RW/CD-RW)

### Карти розширення
Три вільних повнорозмірних роз'єму розширення PCI Express:
- два роз'єми PCI Express 2.0 x16 (в одному встановлена відеокарта, тому вільніх тільки три. Проте можна встановити дві відеокарти які будуть працювати на повну потужність.)
- два роз'єми PCI Express 2.0 x4

Всі роз'єми забезпечують механічну підтримку для 16-канальних плат, в сумі 300 Вт електричної потужності для всіх роз'ємів PCI Express.

### Зовнішні роз'єми та зв'язок
Mac Pro (початок 2008 року)

Два порти FireWire 800 (один на передній панелі, один на задній панелі). Два порти FireWire 400 (один на передній панелі, один на задній панелі). П'ять портів USB 2.0 (два на передній панелі, три на задній панелі). Вхід і вихід «міні-джек» для аналогового стереосигналу. Роз'єм «міні-джек» для навушників на передній панелі. Оптичний цифровий аудіовхід і аудіовихід Toslink.

Два незалежних інтерфейси 10/100/1000 BASE-T Ethernet (RJ-45). Bluetooth 2.0 +EDR. Wi-Fi 802.11n.

Mac Pro (початок 2009 року/ середина 2010 року/ середина 2012 року)

Чотири порти FireWire 800 (два на передній панелі, два на задній панелі). П'ять портів USB 2.0 (два на передній панелі, три на задній панелі). Вхід і вихід «міні-джек» для аналогового стереосигналу. Роз'єм «міні-джек» для навушників на передній панелі. Оптичний цифровий аудіовхід і аудіовихід Toslink

Два незалежних інтерфейси 10/100/1000BASE-T Ethernet (RJ-45). Bluetooth 2.1 +EDR. Плата AirPort Extreme з підтримкою Wi-Fi стандарту IEEE 802.11a/b/g.

### Корпус
Алюмінієвий корпус. 
Висота - 51,1 см; Ширина - 20,6 см; Довжина - 47,5 см.

Вага (стандартна конфігурація):
- 8-ядерний: 18,7 кг.
- 4-ядерний: 18,1 кг.
- 19,2 кг - Mac Pro (початок 2008 року)

## 2-е покоління

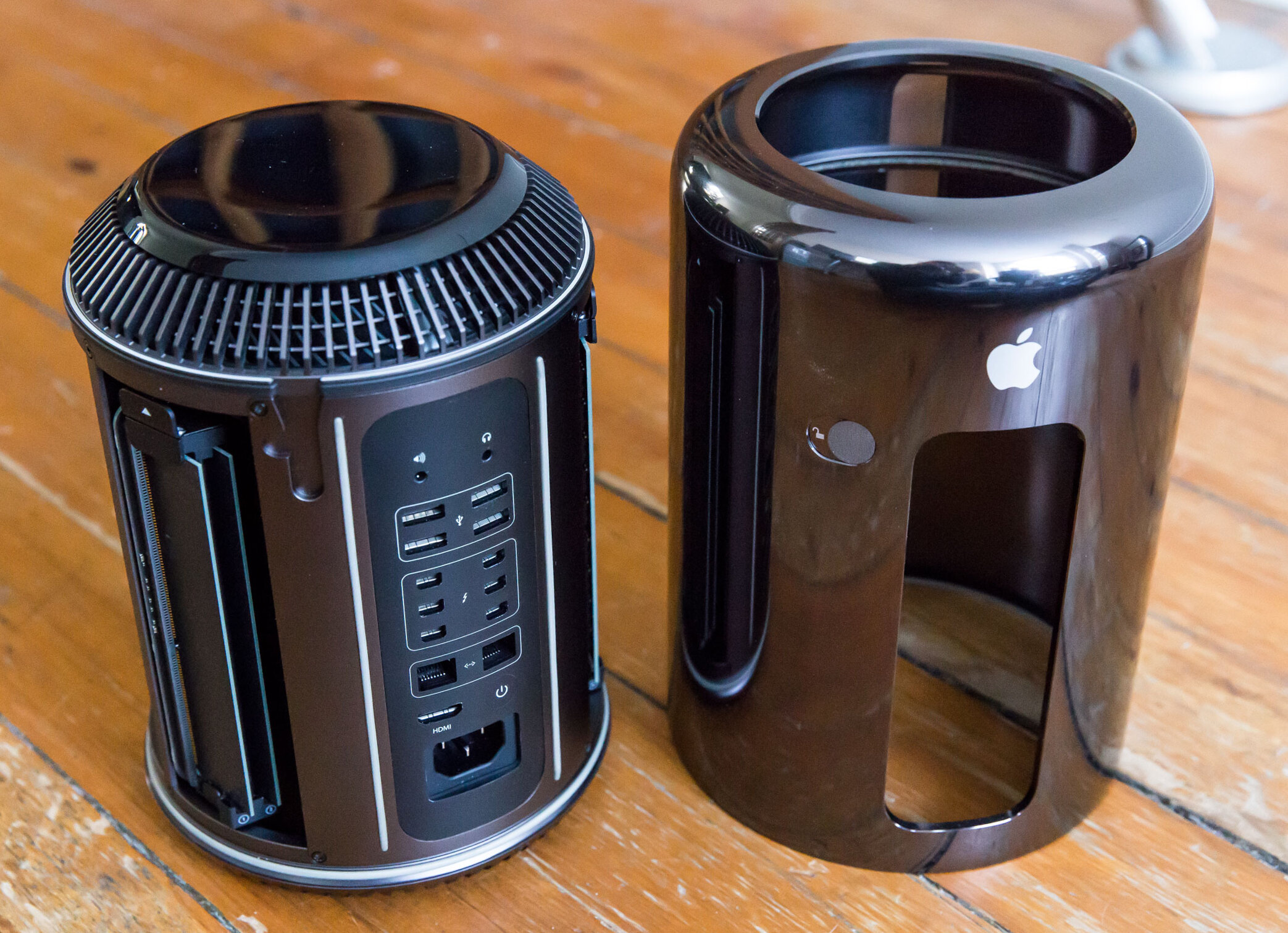
Mac Рro 2013

10 червня 2013 на щорічній конференції WWDC відбувся реліз нової версії Mac Pro (2013), яка отримала абсолютно новий дизайн (корпус замість традиційного форм-фактора Tower став циліндровим, його обсяг зменшився у 8 разів). Розміри нових Mac Pro складають 25 см у висоту, 17 см в діаметрі. Mac Pro отримав останнє покоління серверних процесорів Intel Xeon E5 з чотирьохканальною пам'яттю DDR3 об'ємом від 12 до 64 Гбайт, що працює на частоті 1866 МГц (пропускна здатність оперативної пам'яті до 60 Гбіт/сек). У новому Mac Pro встановлений двоядерний відеоадаптер AMD FirePro D300 або D500, який вдвічі продуктивніше, ніж аналог у попередника.
Комп'ютер оснащується швидкісним інтерфейсом PCI Express, що дозволило в 2,5 рази збільшити продуктивність дискової підсистеми. SSD-накопичувачі, встановлені в цьому комп'ютері, мають об'єм 0.5 або 1 терабайт і здатні працювати на швидкості 1 Гбайт/сек.
Також Mac Pro володіє шістьма портами Thunderbolt 2, чотирма портами USB 3.0. Крім цього є два Gigabit Ethernet і один HDMI. Підтримуються бездротові мережі Wi-Fi стандарту 802.11ac (швидкості до 1 Гбіт/сек). Система охолодження використовує єдиний радіатор складної форми і єдиний вентилятор.
За інформацією Apple, Mac Pro буде повністю збиратися в США, продажі почалися в кінці 2013. Ціни на Mac Pro 2013 становлять 3 тисяч доларів за чотириядерну модель і від 4 тисяч доларів за шестиядерну модель.

### Процесор
Intel Xeon E5
- 4-ядерний процесор з тактовою частотою 3,7 ГГц і 10 МБ кеш-пам'яті третього рівня;
- 6-ядерний процесор з тактовою частотою 3,5 ГГц і 12 МБ кеш-пам'яті третього рівня;
- 8-ядерний процесор з тактовою частотою 3 ГГц і 25 МБ кеш-пам'яті третього рівня;
- 12-ядерний процесор з тактовою частотою 2,7 ГГц з 30 МБ кеш-пам'яті третього рівня.

### Пам'ять
4-ядерний процесор частотою 3,7 ГГц 
- 12 ГБ (три модулі 4 ГБ) пам'яті 1866 МГц DDR3 ECC SDRAM
- Доступні конфігурації з 16 ГБ (чотири модулі 4 ГБ), 32 ГБ (чотири модулі 8 ГБ) і 64 ГБ (чотири модулі 16 ГБ)

6-ядерний процесор частотою 3,5 ГГц
- 16 ГБ (чотири модулі 4 ГБ) пам'яті 1866 МГц DDR3 ECC SDRAM
- Доступні конфігурації з 32 ГБ (чотири модулі 8 ГБ) і 64 ГБ (чотири модулі 16 ГБ)

### Відео (графічні плати)
4-ядерний процесор частотою 3,7 ГГц 
- Два графічних процесора AMD FirePro D300 з 2 ГБ пам'яті GDDR5 VRAM кожен
- Доступні конфігурації з двома процесорами AMD FirePro D500, з 3 ГБ пам'яттю GDDR5 VRAM кожен, або з двома процесорами AMD FirePro D700, з 6 ГБ пам'яттю GDDR5 VRAM кожен.

6-ядерний процесор частотою 3,5 ГГц
- Два графічних процесора AMD FirePro D500 з 3 ГБ пам'яті GDDR5 VRAM кожен
- Доступні конфігурації з двома процесорами AMD FirePro D700, з 6 ГБ пам'яттю GDDR5 VRAM кожен.

### HDD накопичувачі
- 256 ГБ Флеш-накопичувач на шині PCIe
- Доступні конфігурації з 512 ГБ або 1 ТБ

### Зовнішні роз'єми та зв'язок
- Шість портів Thunderbolt 2
- Чотири порти USB 3.0
- Два комбінований оптичний/цифровий аудіовихід/аналоговий лінійний аудіовихід (мініджек)
- Порт HDMI 1.4 Ultra HD
- Два порти Gigabit Ethernet (RJ-45)
- Wi-Fi 802.11ac; сумісність зі стандартом IEEE 802.11a/b/g/n
- Bluetooth 4.0

### Корпус
Алюмінієвий циліндр, чорного кольору, висота - 25,1 см, діаметр - 16,7 см. Вага - 5 кг.